# Jordan Rossiter
Jordan Bernard Rossiter (Liverpool, Inglaterra, 24 de marzo de 1997) es un futbolista británico. Juega de centrocampista en el Waterford F. C. irlandés.

## Trayectoria

### Liverpool F. C.
Jordan comenzó su carrera en el Liverpool FC a los 6 años, uniéndose a las divisiones juveniles.
Por su buen rendimiento, obtuvo una convocatoria a las selecciones juveniles de su país y un premio al juvenil destacado del Liverpool Football Club en 2014.
El 23 de septiembre de 2014, Rossiter debuta en el primer equipo ante Middlesbrough por la Copa de la Liga Inglesa, marcando un gol y utilizando el dorsal 46.

### Rangers F. C.
El 13 de mayo de 2016 se hace oficial su traspaso al Rangers Football Club por 4 temporadas para ayudar al equipo de Glasgow en su retorno a la máxima competición escocesa.

## Selección nacional

### Categorías inferiores
Jordan Rossiter formó parte de la selección Sub-16 de su país 2011 a 2013, jugando 3 partidos como capitán y marcando un gol, utilizando la dorsal número 8. En 2013 es llamado a la selección sub-17 de Inglaterra para participar de la Copa de Algarve. Al cumplir 18 años, fue llamado para formar parte de la selección sub-18 de su país. Debutó contra Países Bajos en una victoria por 4-1.

## Clubes
| Club                              | País       | Año       |
| --------------------------------- | ---------- | --------- |
| Liverpool F. C.                   | Inglaterra | 2014-2016 |
| Rangers F. C.                     | Escocia    | 2016-2020 |
| Bury F. C. (cedido)               | Inglaterra | 2019      |
| Fleetwood Town F. C. (cedido)     | Inglaterra | 2019-2020 |
| Fleetwood Town F. C.              | Inglaterra | 2020-2022 |
| Bristol Rovers F. C.              | Inglaterra | 2022-2024 |
| Shrewsbury Town F. C.             | Inglaterra | 2024-2025 |
| Oldham Athletic A. F. C. (cedido) | Inglaterra | 2025      |
| Waterford F. C.                   | Irlanda    | 2025-     |